# Vlag van Ootmarsum

Vlag van Ootmarsum
(1956-2001)

De vlag van Ootmarsum werd op 20 maart 1956 bij raadsbesluit vastgesteld als de gemeentelijke vlag van de Overijsselse gemeente Ootmarsum. Op 1 januari 2001 werd de gemeente opgeheven en ging op in de gemeente Denekamp, die later in hetzelfde jaar werd hernoemd tot Dinkelland.

## Beschrijving
De beschrijving luidt: 
Twee evenlange banen van blauw en geel.
De kleuren zijn ontleend aan het gemeentewapen.

## Verwant symbool

Wapen van Ootmarsum

Ambt Delden 
· Avereest 
· Bathmen 
· Blokzijl 
· Brederwiede 
· Den Ham 
· Denekamp 
· Diepenheim 
· Diepenveen 
· Genemuiden 
· Goor 
· Gramsbergen 
· Hasselt 
· Heino 
· Holten 
· IJsselham 
· IJsselmuiden 
· Markelo 
· Nieuwleusen 
· Noordoostpolder 
· Olst 
· Ootmarsum 
· Rijssen 
· Stad Delden 
· Steenwijk 
· Steenwijkerwold 
· Urk 
· Vollenhove 
· Vriezenveen 
· Wanneperveen 
· Weerselo
· Wijhe 
· Zwartsluis 
· Zwollerkerspel